# Sobradinho (Distrito Federal)
| Região Administrativa de Sobradinho            |                                                                    |
|                                                |                                                                    |
| \| \| \| Bandeira \|                           |                                                                    |
| Hino                                           |                                                                    |
| Região Administrativa V                        |                                                                    |
| Fundação: 13 de maio de 1960 (64 anos)         |                                                                    |
| Lei de criação: 4545 de 10 de dezembro de 1964 |                                                                    |
| Mapa de Sobradinho                             |                                                                    |
| Limites:                                       | Brazlândia, Planaltina, Paranoá, Itapoã, Lago Norte e Plano Piloto |
| Distância de Brasília:                         | 22 km                                                              |
| Administrador(a):                              | Gutemberg Tosatte Gomes                                            |
| Área                                           |                                                                    |
| - Total                                        | 193,52 km²                                                         |
| População                                      |                                                                    |
| - Total                                        | 69.363 habitantes '                                                |
| IDH                                            | 0,837 alto SEPLAN/2000                                             |
| Site governamental                             | www.sobradinho.df.gov.br                                           |
| Bandeira de Sobradinho                         |                                                                    |
| Bandeira                                       |                                                                    |

Sobradinho é uma região administrativa do Distrito Federal brasileiro.

## História
Sobradinho começou a se originar quando Antônio Gomes Rabelo ocupou as terras onde atualmente se localiza o núcleo urbano e fundou a Fazenda Sobradinho. O local foi bastante desmembrado devido a muitas vendas e inventários, passando a ser propriedade de várias famílias.
Durante a construção de Brasília, entre 1956 e 1960, um dos diretores da Novacap (Companhia Urbanizadora da Nova Capital) o deputado federal Iris Meinberg, que havia sido presidente da Confederação Nacional de Agricultura, teve a ideia de criar uma cidade tipicamente rural no Distrito Federal. A melhor opção encontrada foi assentar a nova cidade na região, que tradicionalmente desenvolvia atividades agropecuárias desde os tempos de seus primeiros ocupantes.
A partir de 1959, a Novacap elaborou um levantamento de uma área onde estaria localizada a sede da região administrativa. Havia a necessidade de alojar definitivamente as famílias imigrantes do Nordeste de Goiás, da Bahia e de outros estados. Essas pessoas foram transferidas para as margens da antiga estrada que ligava a cidade goiana de Planaltina à nova capital. Sobradinho foi fundada em 13 de maio de 1960, recebendo a condição de região administrativa, conforme a Lei 4545, de 10 de dezembro de 1964. Do seu  território original, definido em 1964, posteriormente foram desmembradas as regiões administrativas de Sobradinho II, Itapoã e Fercal.
Sobradinho possui cerca de 69.363 habitantes (PDAD 2018).

## Subdivisões

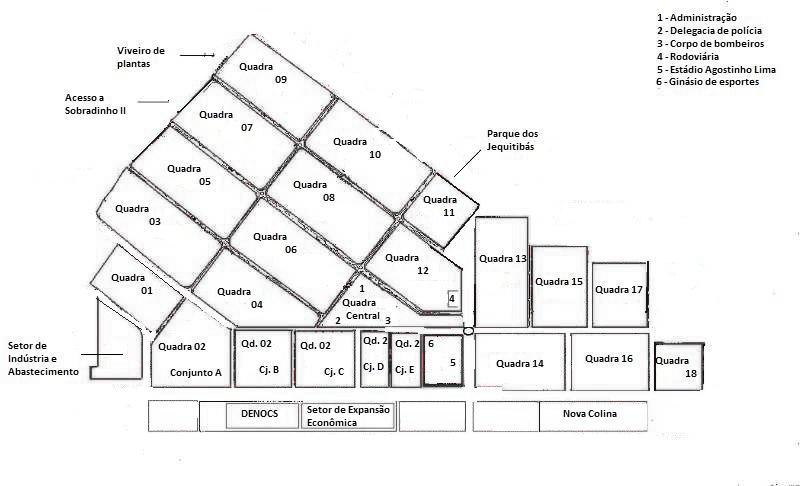
Planta original de Sobradinho

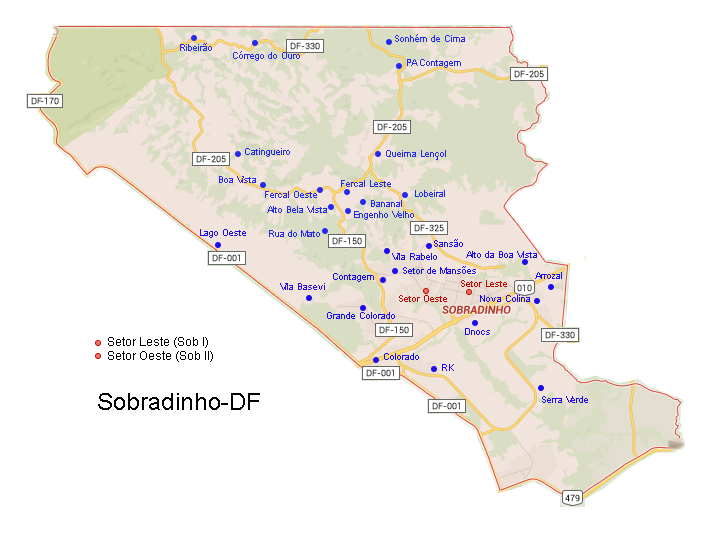
Mapa completo de Sobradinho

Assim como o Plano Piloto, Sobradinho também é uma cidade planejada. O plano da cidade foi elaborado entre 1958 e 1959 pelo engenheiro Inácio de Lima Ferreira, que pertencia ao quadro de engenheiros do Departamento de Terras e Agricultura da Novacap. Lúcio Costa, urbanista, principal responsável pelo planejamento de Brasília e chefe do Departamento de Urbanismo da Novacap, preferiu que o planejamento fosse executado por um arquiteto de sua equipe. O projeto de Sobradinho foi então confiado ao urbanista Paulo Hungria Machado, que também já havia feito o plano urbanístico de Gama. A construção da cidade se desenvolveu entre 1959 e 1960 com recursos do Departamento de Terras e Agricultura da Novacap. Pouco depois, Inácio Lima Ferreira retomou o projeto, executando serviços topográficos, arruamento e locação de terrenos, instalando os serviços subterrâneos de abastecimento d'água e saneamento básico.
Com este mapa é possível encontrar todas as divisões da região administrativa de Sobradinho, não apenas a porção planejada, de maior concentração urbana, vista na planta acima, mas todas as áreas que foram crescendo desde a fundação de Sobradinho, incluindo bairros e também núcleos rurais de menor acesso.
Dentre os bairros de Sobradinho estão: Colorado, Grande Colorado e Núcleo Rural Lago Oeste. Antes de se tornarem uma região administrativa, a Fercal e Sobradinho II eram bairros de Sobradinho.